# NGC 1016
NGC 1016 (również PGC 9997 lub UGC 2128) – galaktyka eliptyczna (E), znajdująca się w gwiazdozbiorze Wieloryba. Odkrył ją Albert Marth 15 stycznia 1865 roku.